# Steve Bullock

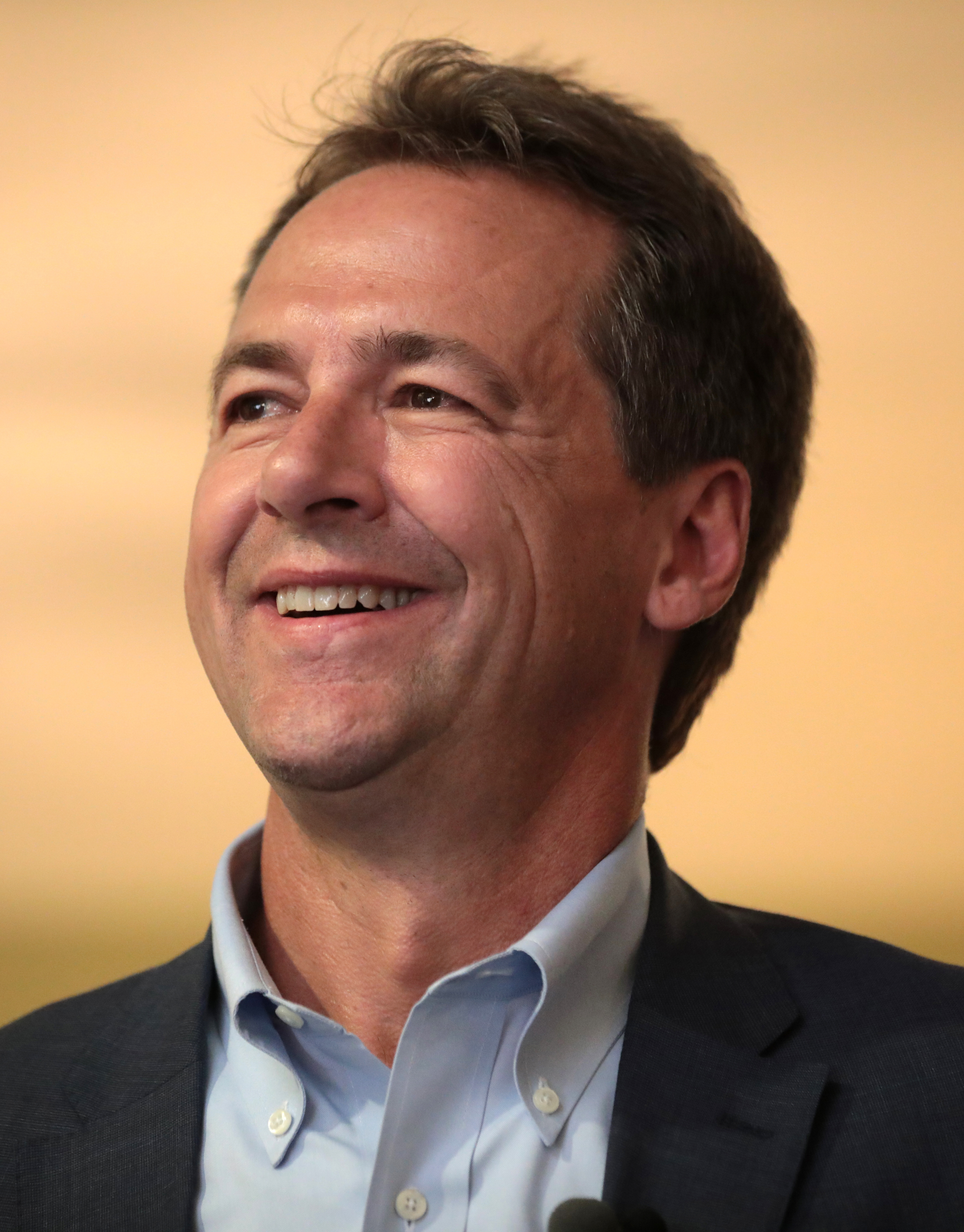
Steve Bullock (2019)

Stephen Clark „Steve“ Bullock (* 11. April 1966 in Missoula, Montana) ist ein US-amerikanischer Politiker der Demokratischen Partei und vom 7. Januar 2013 bis 4. Januar 2021 Gouverneur des US-Bundesstaates Montana.

## Leben
Steve Bullock wuchs in Helena in Montana auf, nach der Scheidung seiner Eltern in seiner Grundschulzeit bei seiner alleinerziehenden Mutter. Dort besuchte er die Helena High School, an der er Schülersprecher war und sich politisch engagierte, unter anderem als Abgesandter zum Montana Board of Public Education und 1983 als Jugendspeaker des YMCA Youth and Government Program. 1984 machte er seinen Schulabschluss.
Zum Studium ging er zunächst nach Kalifornien ans Claremont McKenna College östlich von Los Angeles, das er mit dem Bachelor of Arts in Philosophy, Politics and Economics verließ, und später an die Columbia University in New York City, an der er 1994 den Juris Doctor erwarb.
Nach dem Studium stieg Bullock in eine New Yorker Anwaltskanzlei ein. 1996 zog er zurück nach Montana und wurde juristischer Chefberater des damaligen Secretary of State Montanas, Mike Cooney. Nach einem Jahr begann er im Justizministerium von Montana zu arbeiten; er war von 1997 bis 2001 unter Generalstaatsanwalt Joe Mazurek stellvertretender Attorney General.
Von 2001 bis 2004 arbeitete Bullock als Anwalt in der Kanzlei Steptoe & Johnson in Washington, D.C. Auch war er als Gastprofessor an der George Washington University tätig. Von 2004 bis 2008 führte Bullock in Helena eine eigene Anwaltskanzlei, in der er die Interessen von Arbeitnehmern und mittelständischen Unternehmen vertrat.
Der Katholik Bullock ist seit 1999 verheiratet und hat mit seiner Frau Lisa Downs Bullock zwei Töchter und einen Sohn.

## Politische Laufbahn

### Attorney General Montanas
Im Jahr 2000 kandidierte Bullock erstmals für das Amt des Attorney General von Montana, unterlag jedoch in der parteiinternen Vorwahl der Demokraten Mike McGrath.
2008 bemühte sich Bullock erneut um das Amt des Attorney General und konnte seinen republikanischen Herausforderer Tim Fox mit 52,64 Prozentpunkten besiegen. Er war danach von Januar 2009 bis zu seinem Amtsantritt als Gouverneur Montanas im Januar 2013 als Attorney General tätig.

### Gouverneur Montanas

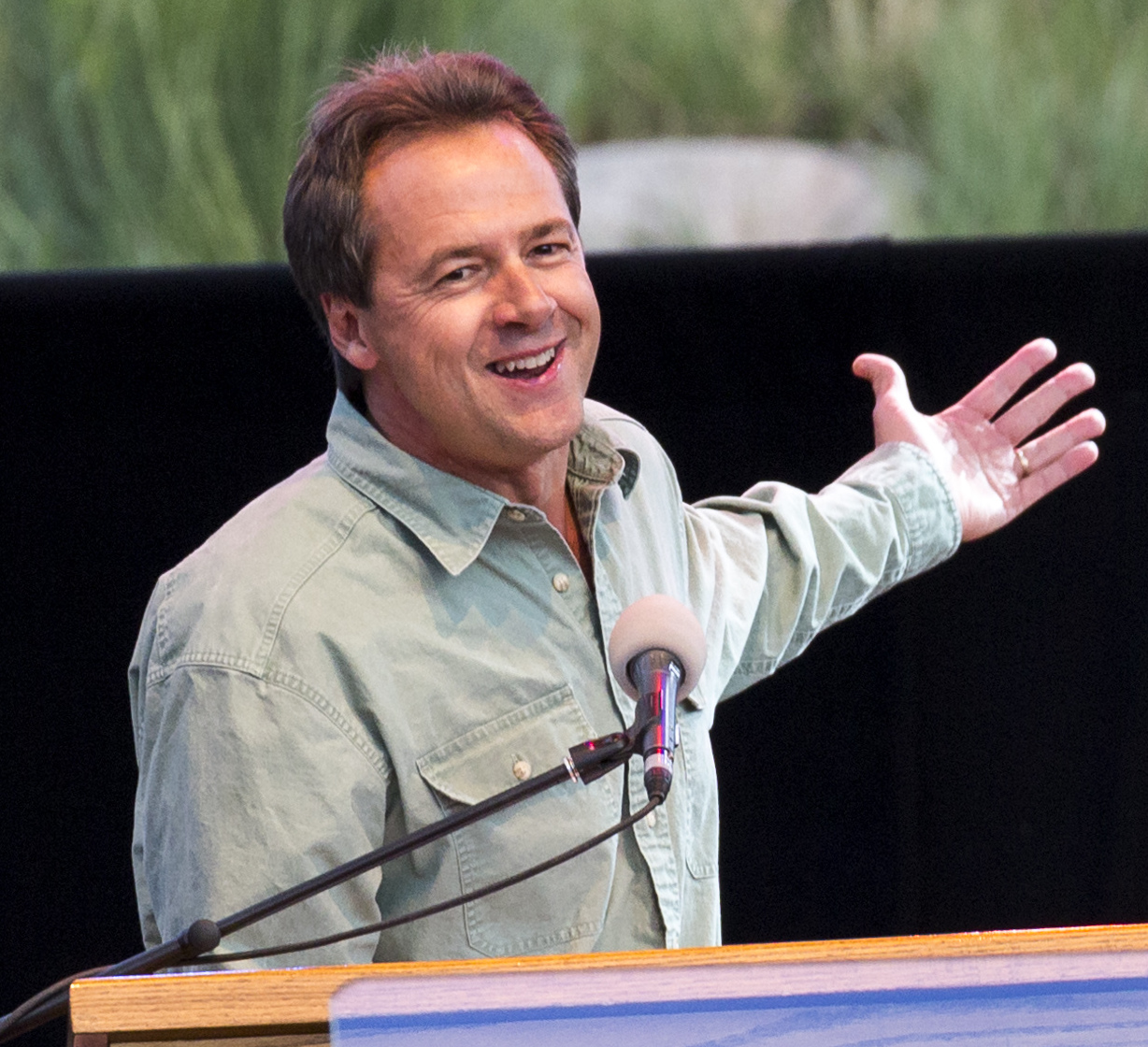
Gouverneur Bullock bei einer Rede im August 2016

Im Jahr 2011 erklärte Bullock seine Kandidatur bei der folgenden Gouverneurswahl im Herbst 2012 um die Nachfolge seines Parteikollegen Brian Schweitzer. Nach gewonnener Vorwahl wurde er im Sommer 2012 von den Demokraten offiziell als Kandidat aufgestellt. Bei der Wahl zum Gouverneur am 6. November 2012 gelang Bullock mit 49 zu 47 Prozentpunkten und 8674 Stimmen Vorsprung ein knapper Sieg über seinen Gegenkandidaten, den ehemaligen Kongressabgeordneten Rick Hill. Bei der parallel stattfindenden Präsidentschaftswahl lag in Montana der Republikaner Mitt Romney gegen Amtsinhaber Barack Obama vorn. In seinem Wahlkampf fokussierte sich Bullock unter anderem auf lokale Wirtschaftsentwicklung, solide Staatsfinanzen, hohe Arbeitsschutzstandards und Transparenz innerhalb der Regierung.
Turnusgemäß wurde Bullock am 7. Januar 2013 als 24. Gouverneur Montanas vereidigt. Trotz seines Wahlsieges erhielten die Republikaner Mehrheiten in beiden Kammern der State Legislature. Daher ist Bullock als Gouverneur im Gesetzgebungsprozess auf eine Zusammenarbeit mit den Republikanern angewiesen. Allerdings reichen die republikanischen Mehrheiten nicht aus, ein Veto des Gouverneurs ohne Hilfe der demokratischen Parlamentarier überstimmen zu können. Man spricht bei dieser Konstellation von einer „geteilten Regierung“ (divided government). Bullocks Vizegouverneur war zunächst Joe Walsh. Dieser wurde jedoch im Februar 2014 von Bullock zum neuen US-Senator ernannt, nachdem der bisherige Amtsinhaber Max Baucus zum amerikanischer Botschafter in China berufen wurde. Durch das außerplanmäßige Freiwerden des Senatssitzes fiel es dem Gouverneur zu, einen vorübergehenden Nachfolger zu ernennen. Zur neuen Vizegouverneurin ernannte Bullock mit Zustimmung der Legislative Angela McLean. Diese blieb bis zu ihrem Rücktritt im Januar 2016 im Amt. Daraufhin berief Bullock Mike Cooney zum Vizegouverneur, der auch nach der Gouverneurswahl 2016 auf seinem Posten blieb. Cooney hatte zuvor dem Senat von Montana angehört und war zwischen 2007 und 2009 auch dessen Präsident.
Am 8. November 2016 gewann Bullock erneut die Wahl zum Gouverneur von Montana gegen den Republikaner (unter späteren Kongressabgeordneten) Greg Gianforte mit 50,2 zu 46,4 % der abgegebenen Stimmen. Seinen Sieg verdankte er hohen Beliebtheitswerten. Die Gouverneurswahl wurde eher als Personenwahl angesehen, da der Bundesstaat bei Präsidentenwahlen mehr den Republikanern zuneigt. So konnte sich Donald Trump in Montana bei der parallel abgehaltenen Wahl zum US-Präsidenten mit fast 20 Prozentpunkten Vorsprung gegen die Demokratin Hillary Clinton durchsetzen. Als Bullocks Running Mate fungierte der amtierende Vizegouverneur Mike Cooney. Im Januar 2017 wurde Steve Bullock für eine zweite Amtsperiode als Gouverneur vereidigt.
Als Gouverneur setzte Bullock verschiedene Maßnahmen zur Wirtschaftsförderung um. So gelang es, die Arbeitslosenquote unter dem nationalen Durchschnitt zu halten. Seine Regierung begründete Initiativen für Weiterbildungs- und Qualifizierungsprogramme auf dem Arbeitsmarkt. Außerdem erhalten Firmen steuerliche Erleichterungen, wenn sie Teilnehmer solcher Qualifizierungsmaßnahmen einstellen. Einen weiteren Schwerpunkt legt der Gouverneur auf die gleiche Bezahlung von Frauen und Männern (Equal Pay). So erließ Bullock ein Dekret, dass Unternehmen für Regierungsaufträge eine gleiche Bezahlung von Frauen und Männern sicherstellen müssen. Außerdem wurde unter dem neu gegründeten Bündnis Equal Pay MT eine Beschwerdestelle eingerichtet, bei der Fälle von unterschiedlich bezahlter (bei gleicher) Arbeit gemeldet werden können. Der Gouverneur legt seinen Fokus ebenfalls auf einen Ausbau der Infrastruktur. In seiner zweiten Amtszeit will Bullock ein 200 Millionen Dollar umfassendes Programm initiieren.
Im landwirtschaftlich geprägten Montana investierte Bullocks Regierung zudem mehrere Millionen Dollar für Forschung, mit dem Ziel Ernteerträge zu steigern und Bodengesundheit zu gewährleisten. Zudem unternahm er mehrere Auslandsreisen, um die wirtschaftliche Zusammenarbeit im Bereich der Landwirtschaft zu verbessern. Montana exportiert einen Teil seiner Erzeugnisse ins Ausland, vor allem den asiatischen Raum.
In gesellschaftspolitischen Fragen vertritt Bullock liberale Positionen. So sprach er sich für eine Legalisierung gleichgeschlechtlicher Ehen aus und unterstützt das Recht auf Schwangerschaftsabbruch („Pro-Choice“). Außerdem befürwortet Bullock mehr Transparenz bei Wahlkampfspenden. Mit dem vom Gouverneur unterzeichneten Disclose Act of 2015 müssen Kandidaten für öffentliche Ämter in Montana die Herkunft ihrer Wahlkampfspenden offenlegen. Das Gesetz war mit Stimmen aus beiden Parteien verabschiedet worden.

### Präsidentschafts- und Senatskandidatur 2020
Im Juli 2017 gründete Bullock, dessen Amtszeit als Gouverneur auf zwei Perioden begrenzt ist, ein politisches Aktionskomitee (Political Action Committee; PAC) namens Big Sky Values PAC, das Fundraising für politische Kandidaturen auf nationaler Ebene erlaubt. US-Medien werteten dies als Indiz, Bullock plane eine Präsidentschaftskandidatur im Jahr 2020. Im Mai 2019 gab Bullock bekannt, sich in der Präsidentschaftsvorwahl seiner Partei für die Wahl im November 2020 zu bewerben. Er war als 21. Kandidat einer der spätesten Bewerber in einem großen Feld und erklärte als Motivation seiner Kandidatur, dass er es geschafft habe, in einem Trump-freundlichen, ländlichen Bundesstaat mit einer republikanisch dominierten State Legislature durch Pragmatismus linksliberale Politik durchzusetzen. Bullock gelang es dabei nie, in den Umfragen über den niedrigen einstelligen Prozentbereich herauszukommen. Anfang Dezember 2019 erklärte er seinen Rückzug von der Kandidatur.
Am 9. März 2020 erklärte Bullock am letzten Tag der Bewerbungsfrist seine Kandidatur für den Senat der Vereinigten Staaten, nachdem er eine solche zuvor immer wieder abgelehnt hatte. Er bewirbt sich bei der Wahl 2020 um den Sitz, den bisher der republikanische Mandatsinhaber Steve Daines innehat. Bullock gilt wegen seiner persönlichen Popularität als ernsthafter Herausforderer, auch wenn Daines wegen der strukturellen Dominanz der Republikaner bei Wahlen Montanas für die Bundesebene weiterhin als Favorit gilt. Der andere US-Senator Montanas ist der Demokrat Jon Tester, der bei der Wahl 2018 knapp bestätigt wurde. Bullock konnte zwar die parteiinterne Vorwahl für den Senat am 2. Juni 2020 für sich entscheiden, verlor aber am 3. November 2020 die Wahl gegen Steve Daines.